# Арганой
Арганой (чечен. АргӀаной) — чеченский тайп. По летописям, арганойцы произошли от Аргуна (АргӀун). Большинство Арганой живут в селе Знаменское Надтеречного района Чечни со второй половины XVIII века. Родовые земли Аргвани, Новое Аргвани, Гумбетовский район и граничат с землями Зандакой на севере, на востоке с землями Данухой, на западе с Мелардой.
Большинство представителей тайпа имеют гаплогруппу J2.

## Состав тайпа
Тайп Арганой делится на 11 ветвей (чечен. некъе) и множество фамилий: Генаш-некий, Момаш-некий, Мисарби-некий, Бисолти-некий происходят от правнуков Тутарбекан Али.

#### Генаш-некий
Генаш-некий произошли от Генаша (Беркахан-Тутарбек-Али-Алибек). Результаты ДНК теста представителя некий Хасанова Шамиля показали, что они относятся к гаплогруппе J2. Живут в сёлах Знаменское и Калаус. К некий относятся фамилии: Адиев, Дадаев, Дукаев, Темиев, Оздиев, Хасанов, Цамаев, Эдильсултанов.

#### Момаш-некий
Момаш-некий (Момаш и Генаш были братьями) произошли от Момаша (Беркахан-Тутарбек-Али-Алибек). Живут в сёлах Знаменское и Серноводское, в городах Грозный и Аргун. К Момаш-некий относятся фамилии: Алиев, Амаев, Арбиев, Арсемиков, Арсенгириев, Асхабов, Багалов, Бараханов, Бацаев, Бисаев, Вакаев, Висаитов, Ганишев, Дадаев, Дакаев, Джабаев, Дулуев, Закаев, Закриев, Земиев, Исмаилов, Кациев, Китлуев, Магомадов, Мальцагов, Мамушов, Махмадиев, Межидов, Мислаев, Нунаев, Рааев, Раев, Раилов, Тазбиев, Такуев, Тасуев, Товсултанов, Хашиев, Хунигов, Хусамбиев, Эльмурзаев, Эльпашев, Яхъяев.

#### Мисарби-некий
Мисарби-некий произошли от потомков Гурмы (Беркахан-Тутарбек-Али). Результаты ДНК теста представителей некий Ахмадова Германа, Кадиева Сайд-Магамеда, Хамидова Адама показали, что они относятся к гаплогруппе J2. Живут в сёлах Знаменское и Алхан-Юрт. К Мисарби-некий относятся фамилии: Абдулазидов, Абдулазиев, Апкаев, Аслаханов, Ахмадов, Ахмаров, Бетербеков, Везиров, Висханов, Газимов, Дешиев, Джантемиров, Дукаев, Закаев, Заурбеков, Кадиев, Лалиев, Магомадов, Мацаев, Мидаев, Омпаев, Сайдхасаев, Сугаипов, Сугайпов, Суипов, Усманов, Хажмурадов, Хамидов, Хасбулатов, Хасиев, Шакарбиев, Шахтамиров, Шоипов.

#### Бисолти-некий
Бисолти-некий происходят от Бисолты (Беркахан-Тутарбек-Али). Результаты ДНК теста представителя некий Бисултанова Мохмада (Муслима) показали, что они относятся к гаплогруппе J2. Живут в селе Знаменское. К Бисолти-некий относятся фамилии: Абуязидов, Адиев, Ахмадов, Бисултанов, Гарсиев, Даудов, Джагаев, Жамолаев, Жовтханов, Магомадов, Тирбулатов, Хажмурадов, Хасаев, Эдильсултанов.

#### Баймарзи-некий
Баймарзи-некий Результаты ДНК теста представителя некий Махмудова Русланбека показали, что они относятся к гаплогруппе J2 и что они, Генаш, Момаш, Бисолти, Мисарби некъий близкие родственники. Живут в сёлах Знаменское и Шаами-Юрт. К Баймарзи-некий относятся фамилии: Ахмаров, Ахтаханов, Баймурзаев, Дакаев, Дакуев, Дудаев, Каримов, Килоев, Махдаев, Магдаев, Магомадов, Махмудов, Межидов, Мудаев, Ташаев, Ульбиев, Цицаев, Шидаев.

#### Беркий
Беркий — ответвившийся от Арганой молодой тайп. Результаты ДНК теста представителя некий Гандарова Ахмеда Рамзановича, что они относятся к гаплогруппе J2. Живут в сёлах Знаменское, Давыденко (Чечня) и посёлке Горагорск. Фамилии беркойцев: Алиев, Алсултанов, Ахмаров, Ахмедов, Ахтаев, Бакаров, Бетерсултанов, Гандаров, Гинаев, Духаев, Жетиев, Магомадов, Маигов, Малаев, Миколаев, Мицаев, Музаев, Осмаев, Решидов, Солтаев, Тарамов, Хункаев, Шабаев, Шамаев, Юсупов.

#### Амарха-некий
Амарха-некий проживают в сёлах Знаменское, Калаус, Ачхой-Мартан, Гехи, Герзель-Аул и в городе Грозный. Результаты ДНК теста представителя некий Асхабова Али Вахаевича показали, что они относятся к гаплогруппе J2.К некий относятся фамилии: Абубакаров, Апаев, Аргиноев, Асхабов, Ахмаров, Ахтаев, Гелиханов, Кадыров, Куркаев, Лакаев, Макаев, Межидов, Мерзуев, Сайдулаев, Султаев, Тепсуркаев, Товсултанов, Умаров, Хамидов, Хасаханов, Хусаинов, Шовхалов, Эзербиев, Эзерханов.

#### Абдулхамид-некий
Абдулхамид-некий проживают в селе Гехи-чу. К некий относятся фамилии: Абдулмежидов, Алауддинов, Бисултанов, Джаналов, Ибалаев, Кутузов,Хатуев, Товсултанов,Чекуев, Ясуев.

#### Джами-некий
Джами-некий проживают в Цоци-Юрт. К ним относится большая фамилия Хирехановых.

#### Хасай-некий
Хасай-некий проживают в сёлах Дарго, Беркат-Юрт, в городе Аргун. Результаты ДНК теста представителя некий Болтукаева Юсупа показали, что они относятся к гаплогруппе G. К Хасай-некий носят фамилии: Болтукаев, Сайдалханов.

#### Шиди-некий
Шиди-некъий проживают в селе Автуры. Они носят фамилии: Джангириев, Джантамиров, Музаев.
Есть ещё два рода-некий в сёлах Герменчук и Курчалой.

## История

### Из истории селения Арганой (Аргуни)
Селению Арганой около 900 лет. История Арганой связана со страной Шам (Сирия). Предание гласит, что Арабский Халифат переселял в завоеванные страны свои семьи (Саиды — родственники и приближенные пророка и его сахабов). Одна из таких групп во главе с Аргуном из местечка Халеб заняла землю нынешних аргванинцев. То есть Аргвани основан в 1116 году.
Из преданий предков Арганой, до нас дошло следующее.
Предки Арганой (отец с тремя сыновьями из курейшитов) из далекой страны Шам (ныне территория Сирии и Иордании) переехали в XI веке миссионерами на территорию нынешнего Дагестана, и основали селение Аргуни на Андийском хребте. Один сын остался на территории селения Аргуни, вместе с отцом, где потомки проживают и поныне, а другой поселился в Нашхе. Большинство Арганой переехало позже по разным причинам в другие плоскостные сёла Чечни. А.Сулейманов предполагает, что название Орга произошло от слова АргӀо или Арго и сравнивает это название с Арагви. В рукописях Шамиля Каратаева говорится, что предки чеченцев, поселившись на берегах Аргуна, назвали Аргуном новорожденного сына, что подтверждает мнение ученого.

## Топонимия

### Топонимы, связанные с названием Арганой
Шароаргун (Шаройн-Орга) — река, берёт начало у ледников Кочие на северных склонах Бокового хребта, сливается с Чанти-Аргуном у селения Чишка. Название своё получила от Шора — этнонима, и Аргун, которое, по мнению А.Сулейманова, восходит к Арг1о или Арго. Ср. с Арагви (Грузия). В бассейне реки Шаро-Аргуна находились следующие этнические общества: Сандухой, Кесалой, Шикара, Шарой, Дай, Хуландой, Кири, Химой, Чейрой, Хакмадой, Нижалой, Бути, Нохч-Киелой, Сарбала и др.
А также у тайпа Ч1аьнтий есть Орг1 гар, а также есть Бериг гар.